# Gabriel Urgebadze
Padre Gabriel (em georgiano:  მამა გაბრიელი), nascido Goderdzi Urgebadze (em georgiano:  გოდერძი ურგებაძე; Tiblíssi, 26 de agosto de 1929 – Misqueta, 2 de novembro de 1995) foi um monge ortodoxo georgiano venerado por sua dedicada vida monástica e piedade. Com muitos milagres atribuídos a ele, o túmulo de Gabriel em Misqueta atraiu um número crescente de peregrinos. A Igreja Ortodoxa Georgiana o canonizou oficialmente como Santo Padre Gabriel, Confessor e Louco por Cristo, em 20 de dezembro de 2012.

## Vida
Gabriel nasceu como Goderdzi Urgebadze em Tiblíssi na família de um funcionário do Partido Comunista que foi assassinado em 1931. Após um serviço obrigatório no exército soviético, decidiu ingressar na vida monástica e foi tonsurado monge com o nome de Gabriel em 1955. Tornou-se famoso ao incendiar uma faixa representando Vladimir Lenin durante um desfile do Dia Internacional dos Trabalhadores no centro de Tiblíssi em 1965. Ele foi preso, julgado, considerado psicótico e confinado a um hospital psiquiátrico por sete meses.  Um relato desse incidente também foi publicado no Ocidente, no zine ortodoxo Death to the World em 1994.
Gabriel passou grande parte de sua vida no convento de Santa Cristina, um convento ligado ao Mosteiro de Samtavro em Mtskqueta, uma antiga cidade ao norte de Tiblíssi. Ele morreu no convento em 1995 e foi enterrado no cemitério da igreja de Samtavro. 

## Veneração

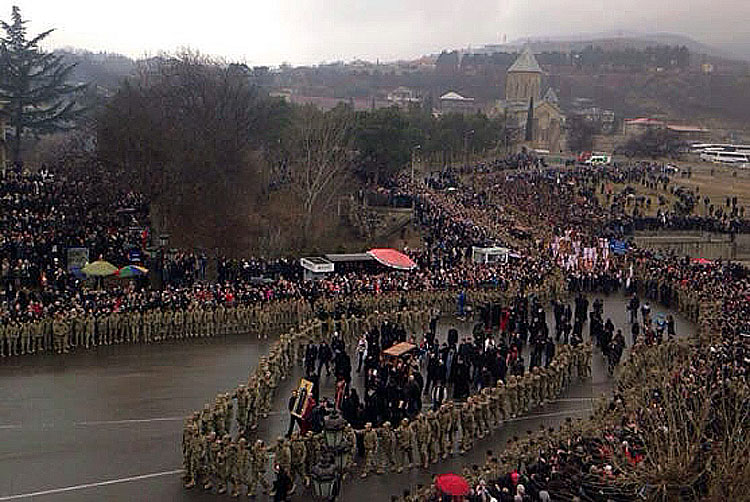
Descoberta das relíquias de São Gabriel, Convento de Samtavro, 22 de fevereiro de 2014

Os seguidores ortodoxos acreditam que o monge Gabriel possuía poderes de cura e profecia e seus restos mortais são considerados incorruptos . O óleo de uma lamparina que queimava constantemente em seu túmulo em Misqueta também foi considerado milagroso. A sepultura tornou-se um local de peregrinação cada vez mais popular. Em 2012, a Igreja Ortodoxa da Geórgia o reconheceu oficialmente como santo. Em janeiro de 2014, rumores de que Gabriel fez a promessa em uma visão a uma freira local em Misqueta de que dois desejos seriam concedidos àqueles que chegassem ao túmulo pouco antes do Natal ortodoxo em 7 de janeiro provocaram uma peregrinação em massa ao túmulo do santo, o que levou o governo a designar unidades policiais adicionais. Os oficiais da igreja e a freira acabaram descartando os rumores como falsos.  
As relíquias de Gabriel foram exumadas para serem enterradas em uma cripta especial dentro do mosteiro de Samtavro em fevereiro de 2014. Antes do enterro, seu corpo foi colocado em quatro grandes catedrais ortodoxas na Geórgia, atraindo milhares de peregrinos de todo o país. 